# James Hopwood Jeans
James Hopwood Jeans, född 11 september 1877, död 16 september 1946, var en brittisk matematiker, fysiker och astronom.

## Biografi
Jeans, som efter studier i Cambridge blev professor i Princeton 1904, sysslade framför allt med astrofysikaliska problem, på vilka han tillämpade den statistiska mekanikens lagar. Han utvecklade teorier för stjärnsystemets och speciellt dubbelstjärnornas uppkomst. 
Jeans återvände till Cambridge 1910. I sitt arbete sysslade han också med kinetisk gasteori och spiralgalaxer samt lade fram en "katastrofteori" om solsystemets uppkomst. Han tilldelades Royal Astronomical Societys guldmedalj 1922 och Franklinmedaljen 1931.
Bland hans arbeten märks Dynamical theory of gases (1904), Elementary treatise on theoretical mechanics (1907), Mathematical theory of electricity and magnetism (1908). Flera populärvetenskapliga skrifter översattes till svenska, som Universum omkring oss (1930), Världsalltets mysterier (1931) och Stjärnorna i deras lopp (1932).

## Eftermäle
Nedslagskratrarna Jeans på månen och Jeans på planeten Mars och asteroiden 2763 Jeans är uppkallade efter honom.